# Obra

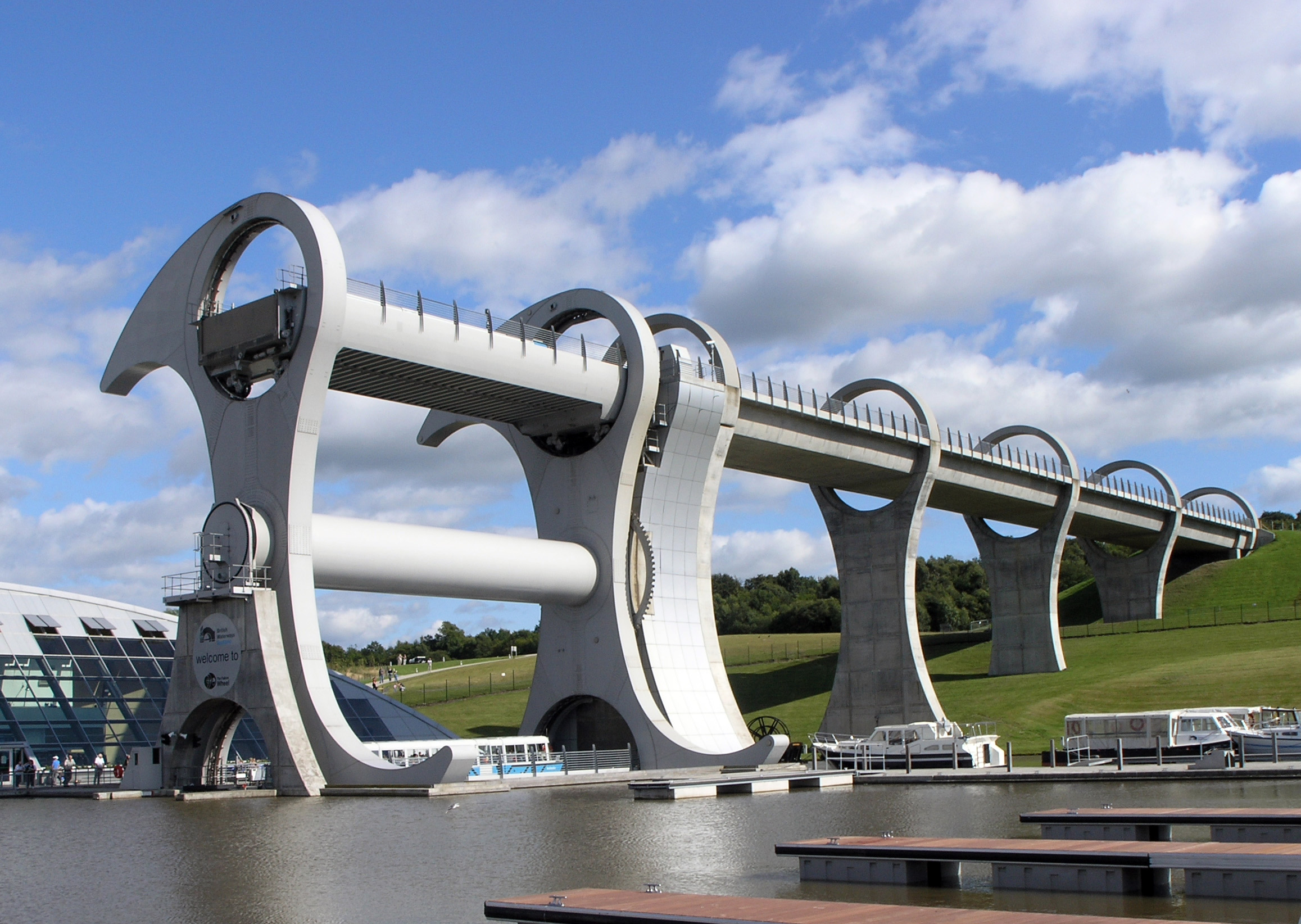
Exemplo de uma obra de Construção civil na Escócia, Reino Unido: o Falkirk Wheel, que é uma obra fluvial para transposição de barcos.

A palavra obra tem como sentido geral um trabalho realizado ou a realizar.
Em literatura se aplica tanto a um escrito, como a totalidade de uma produção, seja de uma pessoa assim como de um conjunto.
Em engenharia se utiliza a palavra obra para designar um projeto executado ou pendente de execução. Uma obra civil é um conjunto de actividades nas quais se altera a aparência, estrutura ou forma de uma edificação  parte dela.
Em arquitectura se aplica tanto à execução de um projecto, como aos trabalhos de reforma de um já executado. Uma obra arquitetônica é uma construção elaborada com uma intenção estética e técnica definida. Atende aos anseios do arquiteto-construtor de produzir um espaço arquitetônico determinado.
Em artes, é um trabalho artístico.
Em economia, "obra", no sentido sério, é a totalidade de atos e fatos que demonstram de forma geral o verdadeiro caráter do Ativo e Passivo de uma Contabilidade de partidas dobradas; sejam elas de caráter simplesmente Público-estatal ou "Político-Real", em sua forma ampla; sendo também Privada-empresiaral ou Privada-domésica ou familiar-comunitária. Esquema geralmente apresentado nos livros de princípios de economia, vindo esse conceito basicamente do princípio chamado "escambo", que é a troca de mercadorias, sem a utilização da moeda. Plágio é crime, sendo o crédito-real em si ou a chamada de "economia-pura", muito utilizada no Brasil no período colonial, por necessidade premente, como também mais recentemente, como exemplo notório, temos no período de 1990-1996 no início da chamada "Nova República", mais precisamente ao término do período chamado de Revolucionário ou do "Golpe-dos-Atos-Institucionais (1964-1984) " e "...a ocasião que se sentiu a necessidade premente de se colocar de novo a casa ou o trem, na ordem e progresso..."; quando então a moeda-divisionária reapareceu como referência do crédito, segundo pronunciamento do Senador Lauro Campos, do Partido dos Trabalhadores, renomado economista, em discurso de Campanha, referindo-se a práticas escusas geralmente praticados no exercício do mandato de alguns parlamentares.